# Дова (дистрикт)
До́ва (англ. Dowa) — дистрикт у складі Центрального регіону Малаві.
Адміністративний центр — селище Дова.

## Населення
Населення — 772569 осіб (2018, 559849 у 2008, 411387 у 1998, 322432 у 1987, 247603 у 1977).
Національний склад:
- чева — 89,4 %
- нгоні — 5,7 %
- яо — 0,6 %
- тумбука — 0,6 %
- ломве — 0,5 %
- манганджа — 0,1 %
- сена — 0,1 %
- інші — 3,0 %

## Склад
Дистрикт складається з 9 адмінодиниць третього порядку:
| Громада, населений пункт   | Площа, км² | Населення, осіб (2018) | Центр |
| -------------------------- | ---------- | ---------------------- | ----- |
| Вищі традиційні громади    |            |                        |       |
| Традиційні громади         |            |                        |       |
| Дзооле                     | 358,1      | 98609                  | -     |
| Каємбе                     | 444,5      | 115013                 | -     |
| Мкукула                    | 396,9      | 122604                 | -     |
| Мпонела                    | 165,2      | 50551                  | -     |
| Мсакамбева                 | 431,3      | 91421                  | -     |
| Чахаза                     | 733,8      | 156985                 | -     |
| Чивере                     | 521,7      | 105708                 | -     |
| Центральні населені пункти |            |                        |       |
| Дова                       | 5,1        | 7135                   | -     |
| Мпонела                    | 10,3       | 24543                  | -     |
| Природоохоронні території  |            |                        |       |